# Jaksice (gromada w powiecie miechowskim)
Jaksice – dawna gromada, czyli najmniejsza jednostka podziału terytorialnego Polskiej Rzeczypospolitej Ludowej w latach 1954–1972.
Gromady, z gromadzkimi radami narodowymi (GRN) jako organami władzy najniższego stopnia na wsi, funkcjonowały od reformy reorganizującej administrację wiejską przeprowadzonej jesienią 1954 do momentu ich zniesienia z dniem 1 stycznia 1973, tym samym wypierając organizację gminną w latach 1954–1972.
Gromadę Gołcza z siedzibą GRN w Jaksicach utworzono – jako jedną z 8759 gromad na obszarze Polski – w powiecie miechowskim w woj. krakowskim, na mocy uchwały nr 24/IV/54 WRN w Krakowie z dnia 6 października 1954. W skład jednostki weszły obszary dotychczasowych gromad Jaksice, Biskupice, Komorów, Celiny Przesławickie i Przesławice ze zniesionej gminy Jaksice w tymże powiecie. Dla gromady ustalono 23 członków gromadzkiej rady narodowej.
30 czerwca 1960 do gromady Jaksice przyłączono wieś Czaple Wielkie ze zniesionej gromady Czaple Małe.
31 grudnia 1961 do gromady Jaksice przyłączono wsie Szczepanowice i Poradów ze zniesionej gromady Szczepanowice oraz wsie Smroków i Orłów ze zniesionej gromady Wężerów.
1 stycznia 1969 z gromady Jaksice wyłączono wieś Poradów włączając ją do nowo utworzonej gromady Miechów.
Gromada przetrwała do końca 1972 roku, czyli do kolejnej reformy gminnej.